# Охмакевич Микола Федорович
Микола Федорович Охмаке́вич (16 грудня 1937, село Романівка, тепер Попільнянського району Житомирської області — 25 березня 2013, Київ) — голова Державного комітету УРСР по телебаченню і радіомовленню (1979—1991), президент Державної телерадіокомпанії України (1991—1994). Депутат Верховної Ради УРСР 10—11-го скликань. Член Ревізійної комісії КПУ в 1981—1986 рр. Кандидат у члени ЦК КПУ в 1986—1990 рр. Один із творців сучасного національного українського телерадіопростору.

## Біографія
Народився в селянській родині. З 1955 року — обрубник Київського верстатобудівного заводу імені Горького.
У 1961 році закінчив факультет журналістики Київського державного університету ім. Т. Шевченка.
З 1961 року працював роз'їзним кореспондентом Державного комітету Ради Міністрів Української РСР по телебаченню і радіомовленню, завідувачем відділу Головної редакції пропаганди Українського радіо, заступником директора програм Республіканського телебачення. Член КПРС з 1966 року.
У 1972—1978 роках — інструктор відділу культури ЦК КПУ, завідувач сектору радіо і телебачення відділу пропаганди і агітації ЦК КПУ.
У 1978—1979 роках — 1-й заступник голови Державного комітету Української РСР по телебаченню і радіомовленню.
11 грудня 1979 — серпень 1991 року — голова Державного комітету Української РСР по телебаченню і радіомовленню.
За показ 6 серпня 1991 по радянському телебаченню в передачі «Запоріжжя на УТ» відеоряду пісні «Вставай Україно!» голова Держтелерадіокомітету УРСР Микола Охмакевич отримав партійну догану (як член КПРС).

Могила Миколи Охмакевича, Байкове кладовище

У серпні 1991 — серпні 1994 року — президент Державної телерадіомовної компанії України.
Помер у 75-річному віці 25 березня 2013 року після тривалої хвороби серця. Похований разом з родиною на Байковому кладовищі (ділянка № 49а, 50°24′59.15″ пн. ш. 30°30′5.4″ сх. д. / 50.4164306° пн. ш. 30.501500° сх. д.).
Дружина — Наталія Охмакевич (1942—2021), книговидавець, засновниця видавництва «Обереги». Виховали двох дітей.

## Нагороди
- Почесна грамота Президії Верховної Ради Української РСР (15.12.1987)